# Roberto Zaghi
Roberto Zaghi (Ferrara, Italia, 9 de junio de 1969) es un dibujante de cómic italiano.

## Biografía
Tras asistir a un curso de cómic, a través de Antonio Serra empezó a colaborar con la editorial Bonelli. Dibujó historias de Legs Weaver, Nathan Never, Zona X, Julia y Tex.
Para el mercado francés dibujó Thomas Silane de la colección Grand Angle, editada por Bamboo.